# Great Teacher Onizuka
Great Teacher Onizuka (グレート・ティーチャー・オニヅカ, Gurēto Tīchā Onizuka, lit. "O Grande Professor Onizuka"), também conhecida como GTO (ジーティーオー, Jī Tī Ō), é um mangá japonês escrito e ilustrado por Tohru Fujisawa. Ela foi originalmente serializada na revista Weekly Shonen Magazine de janeiro de 1997 a fevereiro de 2002. A série marca o retorno do personagem Eikichi Onizuka, já presente nos trabalhos anteriores do autor, Bad Company (バッドカンパニー, Baddo Kanpanī) e Shonan Junai Gumi (湘南純愛組!, Shōnan Jun'ai Gumi!). A história se concentra no ex-membro do bōsōzoku de 22 anos, Eikichi Onizuka, que se torna professor em uma escola particular, a Holy Forest Academy, em Tóquio, Japão. Mais tarde, vários spin-offs foram desenvolvidos, incluindo GTO - Shonan 14 Days, GT-R: Great Transporter Ryuji (GT-R: ジーティー・アール, GT-R: Jītī Āru), Ino-Head Gargoyle (井の頭〈イノヘッド〉ガーゴイル, Inokashira Gargoyle), Shonan Seven e uma continuação: GTO: Paradise Lost (GTO パラダイス・ロスト, GTO Paradaisu Rosuto).
Devido à popularidade do mangá, várias adaptações de GTO foram estabelecidas. Essas adaptações incluem um drama para a televisão japonesa, com 12 episódios exibidos de julho a setembro de 1998; um filme live-action dirigido por Masayuki Suzuki e lançado em dezembro de 1999 e um anime de 43 episódios transmitido no Japão pelos canis de TV Fuji Television e Animax, de junho de 1999 a setembro de 2000. Uma segunda série live-action foi ao ar no Japão durante 2012 e mais duas em 2014. Ganhou em 1998 o prêmio Kodansha Manga Award para a categoria shōnen.

## Enredo
Eikichi Onizuka é um ex-membro de uma gangue de motocicleta de 22 anos, saido de uma universidade de terceira e com um relatório de comportamento ruim que não lhe permite encontrar um emprego decente. Enquanto espia as saias das meninas em um shopping center local, Onizuka conhece uma garota chamada Erika, uma estudante do ensino médio. Ele nunca teve relações com uma mulher, então ele faz o seu melhor para impressioná-la, dizendo-lhe todos os tipos de mentiras. Quando ele finalmente a trai para levá-la a um hotel do amor, Erika diz a ele que brigou com o namorado, então Onizuka não perde a oportunidade de tentar seduzi-la, confortando-a. Naquele momento, aparece um velho calvo, gordo, pouco atraente e com quarenta e poucos anos que, chorando, pede que Erika o perdoe, ela imediatamente se joga em seus braços dizendo: "Desculpe, professor, eu estava muito mal!".
Ao ver essa exibição do poder de um professor sobre as meninas, Onizuka decide se tornar um professor. Para fazer isso, ele corta o cabelo, começa a usar um terno branco e decide fazer os exames práticos de ensinar aptidão. Em sua busca, ele descobre duas coisas importantes: ele tem uma consciência e um senso de moralidade. Isso significa que tirar proveito de alunas impressionáveis está fora de questão, mas suas mães incomumente atraentes são um assunto diferente. Ele gosta de ensinar e, na maior parte do tempo, ensina lições de vida em vez de trabalhos escolares. Ele odeia os sistemas de educação tradicional, especialmente quando eles se tornam ignorantes e condescendentes com os alunos e suas necessidades.
Com essas realizações, ele se propõe a se tornar o maior professor de todos os tempos, usando sua própria filosofia e a capacidade de fazer quase tudo sob pressão suficiente. Ele é contratado como professor de longa data por uma escola particular, em Kichijoji, para domar uma classe que levou um professor a uma morte misteriosa, outro a um colapso nervoso e outro a se unir a um culto. Ele então embarca em uma missão de autodescoberta, rompendo com cada aluno um a um e ajudando cada aluno a superar seus problemas e aprender a aproveitar a vida genuinamente. Ele usa métodos que não são ortodoxos, contra a lei e também ameaçam a vida, mas de alguma forma, ele consegue ter sucesso em educar e abrir seus alunos.

## Produção
Ao escrever GTO, Fujisawa foi particularmente influenciado pelo estilo de Kōhei Tsuka. A série foi originalmente planejada para ser publicada em 10 volumes, mas foi estendida a pedido do editor. Fujisawa começou a ficar sem personagens como resultado. Quando confrontado com o bloco de escrita, ele escreveria histórias sem Onizuka.
O primeiro nome de Onizuka, Eikichi, foi tirado do cantor Eikichi Yazawa. Ao desenvolver o personagem de Onizuka para a série, Fujisawa procurou incorporar traços de gangues japonesas, muitas vezes referidos como "Yankees". O visual de Onizuka é modelado em tais membros de gangue e não teve a intenção de transmitir um "visual americano". Onizuka age duro e confiante, mas é na verdade tímido e sem confiança para seguir alguns de seus desejos. Ele é um personagem simples que sustenta seus próprios raciocínios e princípios e tem sua própria consciência. Fujisawa deu a ele o ponto de vista de que você deve assumir a responsabilidade por suas ações, algo que ele considera importante.
O papel de Onizuka na escola é fornecer uma ponte entre os alunos e professores. O personagem de Fuyutsuki reflete o ponto de vista do professor médio. Fujisawa destaca sua própria experiência na escola, onde os professores estavam concentrados apenas em um bom histórico de desempenho, em vez do ensino em si. No entanto, ele foi capaz de se interessar por matemática por causa da abordagem de seu professor. Ele usou essa experiência para construir a série.
Tatsuya Egawa, criador do manga Golden Boy, em 2017 em uma participação em um programa de televisão, alegou que GTO é um plagio de seu mangá de estreia, Be Free!.

## Media

### Mangá
A série foi publicada na revista Weekly Shōnen Magazine da editora Kodansha, de 8 de janeiro de 1997 a 13 de fevereiro de 2002. Posteriormente, os 200 capítulos foram coletados em 25 tankōbon publicados entre 14 de maio de 1997 e 15 de abril de 2002. A série foi licenciada no Brasil pela NewPOP Editora e foi o primeiro mangá com uma duração longa da empresa. O primeiro volume foi lançado em maio de 2017 e até o momento o mais recente volume é o décimo-segundo, em julho de 2019.
Uma sequência começou a ser publicada na revista Weekly Shōnen Magazine, sob o título GTO - Shonan 14 Days (GTO: 14 Dias em Shonan, numa tradução livre), entre 16 de outubro de 2009 e 17 de novembro de 2001. Ambientada durante as férias de verão, prevê o retorno de Eikichi a Shōnan, cidade onde ele passou sua juventude e foi membro de uma gangue de motocicleta, (retratado em Shonan Junai Gumi).
Dois spinoff foram publicados, sem Eikichi Onizuka como protagonista. O primeiro é, GT-R': Great Transporter Ryuji, em que o protagonista é Ryuji Danma, publicado entre junho de 2012 a outubro de 2012 na revista Weekly Shōnen Magazine. O segundo é Ino-Head Gargoyle, centrado no personagem Toshiyuki Saejima, publicado na revista Young Magazine de junho de 2012 a janeiro de 2014.
Um novo mangá, uma continuação direta de Shonan 14 Days e GTO, intitulado GTO: Paradise Lost (GTO パラダイス・ロスト, GTO Paradaisu Rosuto, lit. GTO Paraíso Perdido) começou a ser publicada na revista Young Magazine em 14 de abril de 2014, e que volta a ter Eikichi Onizuka como protagonista. A história se passa dois anos após Great Teacher Onizuka e Onizuka é o professor da Classe G, uma classe especial para jovens celebridades na Kissho Academy, é contado um formato de flashback com Onizuka preso por ter sequestrado um de seus estudantes. Em outubro de 2017, o autor colocou o mangá em hiato devido à escassez de pessoal. Em maio de 2019, Fujisawa anunciou seus planos para retomar a série.

### Drama para TV
Depois do mangá foi feito um dorama de 12 capítulos, um especial e um filme exibidos em 1998. Takashi Sorimachi personifica Onizuka e Nanako Matsushima interpreta Fuyutsuki. É dirigida por Masayuki Suzuki e a música de abertura, Poison é cantada pelo próprio Sorimachi. Existem várias diferenças drásticas em relação ao anime e ao mangá, porém foi possível contar toda a história em apenas doze capítulos de quarenta minutos cada. TOKYOPOP afirma que o último episódio do live-action foi o programa mais visto de todos os tempos na televisão japonesa.
No dia 3 de julho de 2012, no canal japonês KTV estreou um remake do dorama de 1998. O cantor Akira do grupo J-pop, EXILE, interpreta o protagonista Onizuka. A história sofreu leves alterações, alguns personagens sofreram mudanças enquanto outros foram acrescentados, porém os principais fatos foram mantindos próximos da forma que são vistos no mangá. Um especial de outono foi transmitido em 02 de outubro de 2012, seguido por um especial de ano novo, em 2 de janeiro de 2013 e um especial de primavera em 2 de abril de 2013. Em março de 2014, um especial de quatro episódios foi gravado em Taiwan. Logo depois teve sua estréia no Japão.
Em julho de 2014 mais uma temporada estreou no Japão, ainda contando com parte do elenco anterior, onde Onizuka volta ao seu antigo colégio em Shonan. Essa temporada é uma continuação da anterior, e, mesmo tendo herdado algumas pequenas características do mangá, o enredo altera alguns detalhes do mangá Shonan Junai Gumi.

### Anime
O anime foi produzido pelo Studio Pierrot e foi ao ar na Fuji TV de 30 de junho de 1999 a 17 de setembro de 2000 e, mais tarde, no canal Animax. A direção do anime foi confiada a Noriyuki Abe e o roteiro para Masashi Sogo, com um total de 43 episódios, de 23 minutos cada. O anime segue fielmente a história do mangá (acrescentando algumas pequenas diferenças em algumas partes) até a viagem para a praia em Okinawa (perto dos episódios finais). É aí que o anime termina, eliminando os personagens que são introduzidos no mangá. O anime tem um final diferente para o mangá. A maioria dessas diferenças se deve ao fato de que, quando o anime foi ao ar, o mangá ainda estava em produção. Muitas das expressões faciais de Onizuka no anime, foram modeladas após a performance de Takashi Sorimachi no dorama.

#### Trilha sonora
Temas de aberturas
- Driver's High, interpretado por L'Arc~en~Ciel (episódios 1 ao 16)
  - Letras de hyde, composição de tetsu e arranjo de L'Arc~en~Ciel e Hajime Okano
- Hitori No Yoru (ヒトリノ夜), interpretado por Porno Graffitti (episódios 17 ao 43)

Encerramentos
- Last Piece, interpretado por Kirari (episódios 1 ao 16)
- Shizuku (しずく), interpretado por Miwaku Okuda (episódios 17 ao 33)
- Cherished Memories, interpretado por The Hong Kong Knife (episódios 34 ao 42)
- Driver's High, interpretado por L'Arc~en~Ciel (episódio 43)